# راهپیمایی طولانی
راه‌پیمایی طولانی (انگلیسی: Long March)، (اکتبر ۱۹۳۴ ـ اکتبر ۱۹۳۵)، یک عقب‌نشینی نظامی‌ست، که توسط ارتش سرخ حزب کمونیست چین (بعداً ارتش آزادی‌بخش خلق)، برای فرار از تعقیب ارتش کومین‌تانگ (حزب ملی‌گرای چین) انجام شد. فقط یک راه‌پیمایی طولانی وجود ندارد، بلکه مجموعه‌ای از راه‌پیمایی‌ها وجود دارد، که در آن‌ها، ارتش‌های گوناگون کمونیست در جنوب چین، به شمال و غرب این کشور گریختند.
شناخته‌شده‌ترینِ این راه‌پیمایی‌ها، آن است که از استان جیانگ‌شیِ این کشور، در اکتبر ۱۹۳۴، به‌راه افتاد. ارتش جبههٔ نخست جمهوری شورایی چین، که توسط یک هیئت نظامی بی‌تجربه رهبری می‌شد، در سنگرهای خود، واقع در استان یادشده، در معرض نابودی توسط نیروهای جنرالیسیمو چیانگ کای‌شک قرار داشت. کمونیست‌ها، تحت دستور نهایی مائو تسه‌تونگ و چو ان‌لای، در یک عقب‌نشینی به غرب و شمال گریختند، و گزارش شده در جریان این عقب‌نشینی، ظرف بیش از ۳۷۰ روز، بیش از ۹۰۰۰ کیلومتر پیموده شد. مسیر این راه‌پیمایی، از میان برخی از صعب‌العبورترین نواحی غربی چین، به‌سوی غرب و، سپس، شمال این کشور، به استان شاآن‌شی، گذشت.
هدف از راهپیمایی بزرگ، استقرار قرارگاه جدیدی در شمال نزدیک مرز مغولستان بود تا به این ترتیب دسترسی سریع به اسلحه و تدارکات از طریق شوروی فراهم گردد.
راه‌پیمایی طولانی صعود مائو به قدرت را آغاز کرد؛ کسی که رهبری او در طول عقب‌نشینی، حمایت اعضای حزب را نصیب او کرد. مائو در جریان این راهپیمایی چند هزار کیلومتری، برخلاف گفته عده‌ای که قصد داشتند او را شخصیتی انسانی، بزرگ و مبارز جلوه دهند به جای راهپیمایی دشوار به فراز کوهستان‌ها بر دوش نیروهای خود نشسته برجایگاه‌های سایه‌دار حمل می‌شد درگیری‌های جزئی‌تر راه‌پیمایی طولانی، که تنها توسط حدود یک‌دهم نیرویی که جیانگ‌شی را ترک کرده‌بود تکمیل شد، می‌رفت که بخشی قابل‌توجه از تاریخ حزب کمونیست چین را بازنمایی کند، و بر منزلت مائو و حامیانش، به‌عنوان رهبران جدید حزب در دهه‌های آتی، صحه بگذارد.